# Brera (Milano)
Brera è un quartiere  di Milano appartenente al municipio 1 e al NIL n. 2 "Brera". 

## Origine del nome
La zona  ricalca il nome di via Brera. Il topomimo Brera deriva da braida: terreno incolto, ortaglia. Da questa parola deriva anche braidense, associato all'omonima biblioteca. Gli artisti che fin dal XIX secolo gravitavano attorno all'Accademia di Belle Arti hanno trasformato il quartiere in uno dei più caratteristici di Milano.

## Composizione
Un tempo l'accesso principale da fuori città a Brera era costituito dalla Pusterla Beatrice, che si trovava al termine dell'attuale via Brera, praticamente su via Pontaccio.
L'area è idealmente delimitata da via Pontaccio, via Fatebenefratelli, via dei Giardini, via Monte di Pietà, via Ponte Vetero e via Mercato. Tutto ciò che rientra all'interno di quest'area (incluse le strade appena citate) fa parte del quartiere di Brera. Le vie più importanti sono via Brera (con la sua Pinacoteca di Brera, l'Accademia di Belle Arti e la Biblioteca nazionale braidense, oltre alla Galleria d'arte moderna Il Castello), via Fiori Chiari, via Fiori Oscuri, via San Carpoforo, via Madonnina, via del Carmine, via Ciovasso e via Ciovassino.

## Brera nell'immaginario
- Una descrizione della vita di quartiere negli anni 1950 venne effettuata da Luciano Bianciardi nei primi capitoli del suo romanzo "La vita agra";
- Fra il 1997 e il 2002 è uscita una rivista a colori dedicata al quartiere, "Brera"[3], diretta da Paolo Brera, con collaborazioni di Guido Vergani, Carlo Castellaneta, Giuseppe Pontiggia, Rossana Bossaglia, Vittoria Palazzo e altri.

## Luoghi ed eventi di interesse

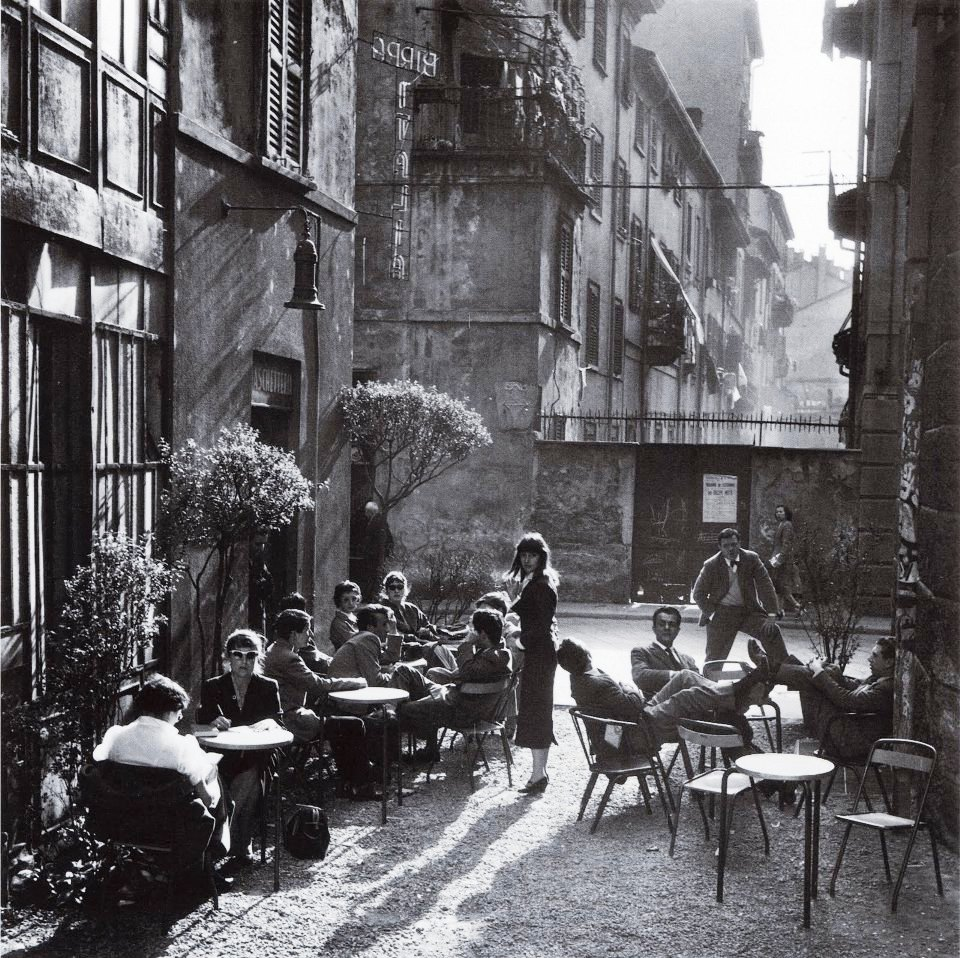
Lo storico locale del Bar Jamaica, nei caratteristici vicoli di Brera nel 1955, in uno scatto di Ugo Mulas

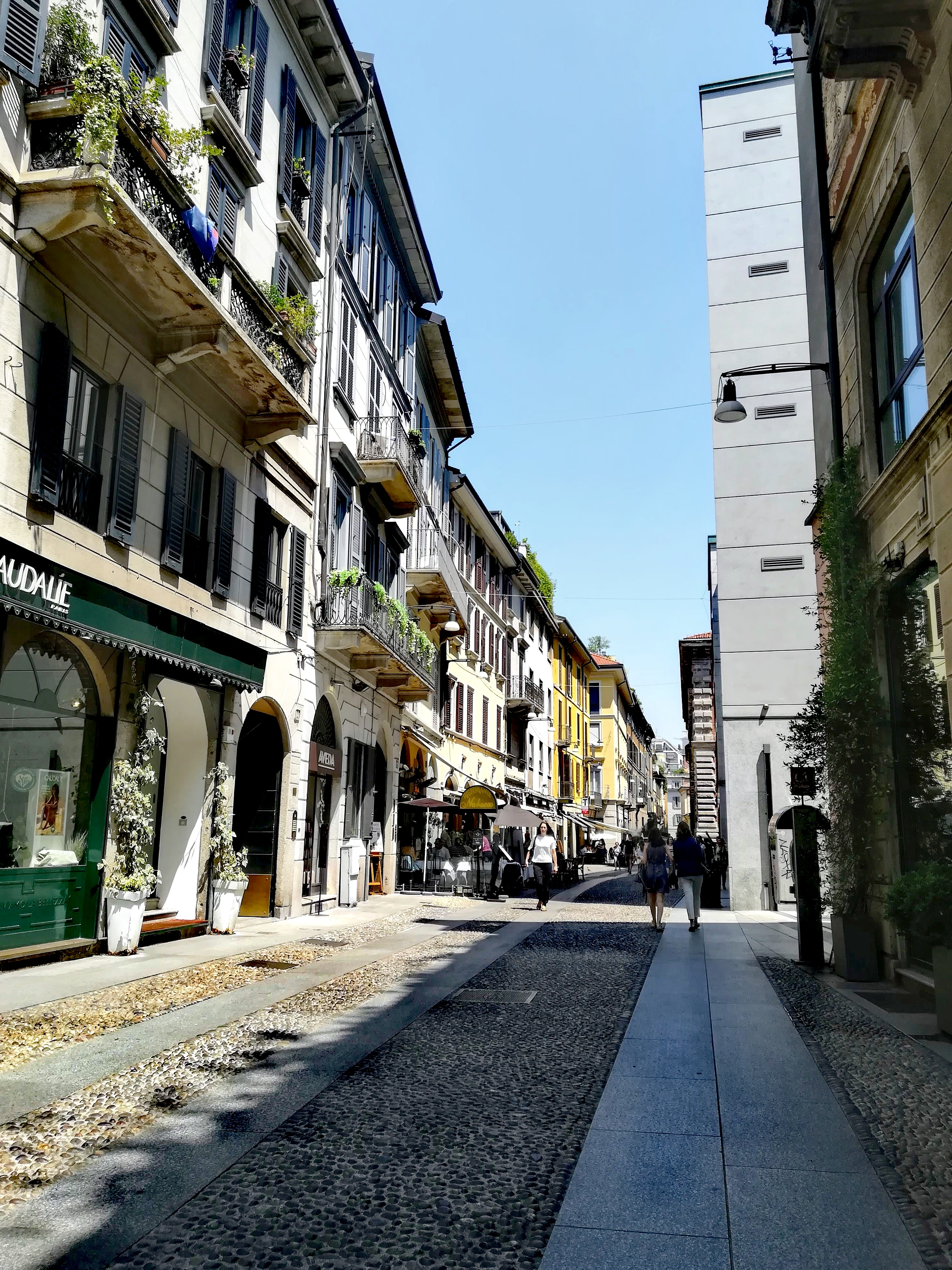
Uno scorcio del quartiere nel 2019

- Il Palazzo di Brera, dapprima convento trecentesco appartenente agli Umiliati e che si collocava ai confini dell'area cittadina (da ciò il sostantivo braida, ossia incolto) e successivamente ai Gesuiti, fu trasformato nel XVII secolo dall'architetto Francesco Maria Richini. Nell'opera ebbe un ruolo anche Giuseppe Piermarini, che si occupò, tra le altre cose, del portale di ingresso su via Brera e del cortile. Nel 1773 divenne proprietà dello Stato austriaco, che ne dispone l'utilizzo per istituti culturali: l'Accademia di Belle Arti e la Biblioteca nazionale braidense. Nel 1859 nel cortile fu collocata una statua in bronzo raffigurante Napoleone
- Il mercatino che si tiene ogni terza domenica del mese in via Fiori Chiari
- Il Bar Giamaica, in via Brera 32, aperto nel 1911, locale storico in cui si ritrovavano intellettuali e scrittori negli anni'50-'60

## Trasporti
- Lanza